# Курайтта
Курайтта — село в Алагирском районе Республики Северная Осетия-Алания. Входит в состав Мизурского сельского поселения.

## География
Расположено на левом берегу реки Садон, в 6,5 км к западу от центра сельского поселения посёлка Мизур.

## Население
| 2002 | 2010 | 2021 |
| ---- | ---- | ---- |
| 18   | ↘4   | ↗5   |